# Aclytia conspicua
Aclytia conspicua là một loài bướm đêm thuộc phân họ Arctiinae, họ Erebidae.